# Pedro Torrens
Pedro Torrens Otin (Huesca, 9 de julio de 1961) es un empresario, escritor y artista español. Fundador y director general de Programación Integral S.A., empresa dedicada al desarrollo de software y soluciones tecnológicas. Además de su trayectoria en el ámbito empresarial, ha destacado como escritor y como artista multidisciplinar con eventos solidarios.

## Biografía
Pedro Torrens nació en Huesca en el seno de una familia vinculada a las artes plásticas.En 1986, se licenció en Ciencias Económicas y Empresariales por la Universidad de Zaragoza. Inició su actividad en el sector financiero. Continuó su desarrollo profesional en un grupo empresarial del sector agroalimentario donde ocupó puestos de dirección financiera y gerencia.
En 1991 fue socio fundador de la compañía Programación Integral donde desarrolla su actividad profesional en la actualidad como director general. La empresa, con sede en Binéfar y delegaciones en Lérida, Zaragoza y Barcelona, se dedica al desarrollo de soluciones tecnológicas para la gestión empresarial. A lo largo de su trayectoria, ha contribuido a la digitalización de empresas en España y ha participado en iniciativas de innovación tecnológica en la comarca de La Litera.
En el ámbito empresarial, ocupó la presidencia de la asociación Litera Solutions y es vicepresidente de la Asociación de Empresarios de la Litera.
En 2012, Pedro Torrens inició su carrera como escritor con su primera novela FAR S.A., un thriller que explora el mundo del marketing y la publicidad.
Su segunda novela, El fútbol no es así (2014), escrita en colaboración con su amigo y compañero de estudios Javier Tebas, fue adaptada a la televisión en la serie Todo por el juego, una ficción que ha sido llevada a la pantalla por DirecTV y también emitida en Movistar Plus+.
Además, Torrens escribió Arrieros somos (2020), una novela por entregas publicada en la revista Somos Litera. La obra fue adaptada al formato de ficción sonora y emitida en radio por la compañía teatral Inestable de Ponent, con dirección actoral de Emma Bravo.

## Reconocimientos
- En 2017, fue distinguido como Personaje Litera, un reconocimiento otorgado por su contribución a la cultura y sociedad de la comarca de La Litera, en Aragón.[17][18]
- En 2021, en representación de su empresa Programación Integral, recibió un reconocimiento a la Empresa Responsable en los premios Pyme 2021, otorgados por el Banco Santander y la Cámara de Comercio de Huesca, en colaboración con la Cámara de España y el Diario del Altoaragón.[19][20]

## Acciones solidarias
Pedro Torrens ha combinado su carrera empresarial y artística con diversas iniciativas solidarias. 
En 2016, presentó como pintor la exposición 'Todos somos Binéfar', una colección de 16 retratos de binefarenses exhibida en el Ayuntamiento de Binéfar. La muestra culminó con una subasta en la que se recaudaron fondos para Cruz Roja, destinados a cubrir necesidades urgentes en la comunidad.
En 2020, Torrens escribió la novela por entregas Arrieros somos, publicada en la revista mensual Somos Litera. En 2021, la obra fue adaptada a formato de radionovela por la compañía teatral Inestable de Ponent, y su último capítulo se escenificó en el Teatro de Los Titiriteros de Binéfar. La recaudación de esta actividad fue donada a Cruz Roja.